# 고봉현
고봉현(1979년 7월 2일 ~ )은 대한민국의 축구 선수이며 포지션은 공격수이다.